# شمن‌باوری مغولی

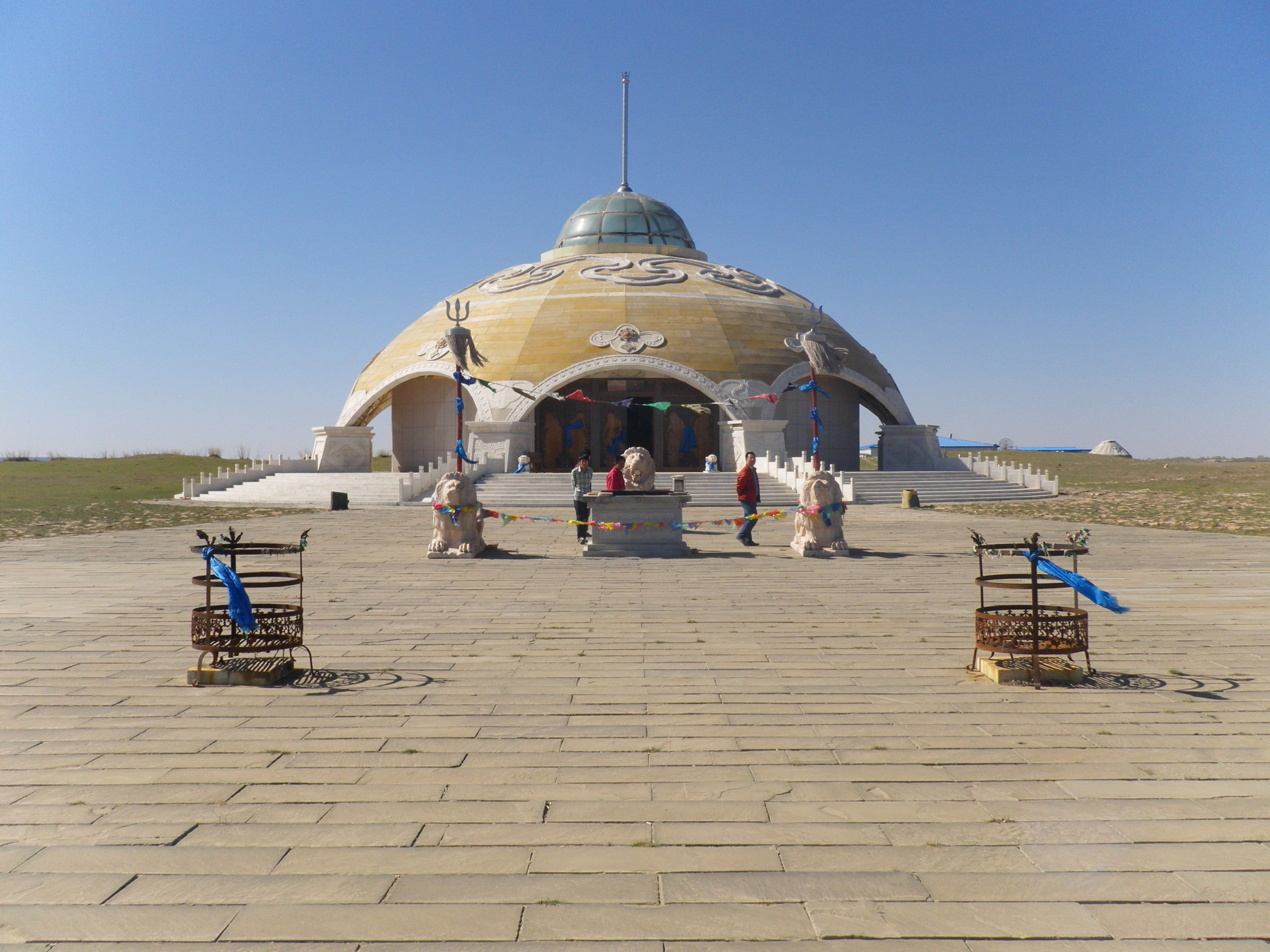
معبد Sülde Tngri در شهر Uxin Banner در مغولستان داخلی، چین، در بیابان اردوس

شمنیسم مغولی (مغولی: Бөө мөргөл) به‌طور گسترده‌تر مذهب عامیانه مغولی، یا گاهی تنگری‌باوری، به ادیان قومی جاندارانگاری و شمن‌باوری اشاره دارد. در مغولستان و مناطق اطراف آن (شامل بوریاتیا) و مغولستان داخلی حداقل از زمان تاریخ مکتوب انجام شده‌است. شمنیسم مغولی در اولین مراحل شناخته شده، به‌طور پیچیده‌ای با تمام جنبه‌های دیگر زندگی اجتماعی و با سازمان قبیله ای جامعه مغولی گره خورده بود. در طول راه، تحت تأثیر بودیسم قرار گرفته و با آن آمیخته شده‌است. در طول سال‌های سوسیالیسم قرن بیستم، به شدت سرکوب شد، اما از آن زمان به بعد دوباره بازگشته است.

## زمینه
به‌طور سنتی، شمنیسم بر موضوعات معنوی متمرکز بود که مستقیماً بر دنیای دنیوی تأثیر می‌گذاشت و به مسائل زندگی واقعی مانند بیماری و سایر مصایب مربوط می‌شد. دنیای آخرت بسیار شبیه به دنیای دنیوی بود. نجات روح شخص وجود نداشت، مگر مواردی که روح او توسط یک روح شیطانی ربوده شده باشد. روح در دنیای دنیوی لازم بود، اما در آخرت، در واقع، رتبه شخص در زندگی قدرت و موقعیت او را در عالم ارواح دیکته می‌کرد؛ بنابراین یک خان در دنیای دنیوی، همان گونه یک خان در زندگی پس از مرگ خواهد بود. در حالی که خدایان در جهان بینی مغولی وجود داشتند، بیشتر آنها دور از دسترس بودند، اگرچه «کوکه مونگکه تنگری» (آسمان آبی ابدی) و زمین مادر اتوگن اکه، خدایان مهمی برای احترام و احترام باقی ماندند. دعا برای آنها ضروری بود، اما بیشتر افراد از پست‌ترین تا بلندپایه‌ترین اجداد خود را با قربانی‌ها و پیشکش‌ها ستایش می‌کردند. عقیده بر این بود که این اجداد می‌توانند به خانواده کمک کنند، به ویژه در دنیای روح. جهان ارواح اغلب به امور دنیوی دست درازی می‌کرد و باعث بیماری و فاجعه می‌شد. از این رو، توانایی «شمن» در خنثی کردن ارواح بدخواه و همچنین تفسیر نیت‌های ارواح، شمن را به شخصیتی ارزشمند و ضروری تبدیل می‌کرد، اما همه آنها در برخورد با قلمرو ارواح قدرتمند نبودند. علاوه بر این، هیچ چیز در دین سنتی، زندگی پس از مرگ یا رستگاری ماورایی را ارائه نمی‌کرد، بنابراین مغول‌ها «به روی هر نوع عمل یا مناسک مذهبی که ممکن بود به آنها کمک کند در تحقق نیازهای فوری خود موفق شوند، باز بودند».

## اثر بر امپراتوری مغول
با گسترش امپراتوری فراتر از مغولستان، مغول‌ها به دلایل استراتژیک و همچنین عمل‌گرایانه با بسیاری از جوامع مذهبی در سراسر امپراتوری خود روابط برقرار کردند. ارتباط همدلانه با نخبگان مذهبی به کاهش خطر خصومت و شورش در میان فتح‌شدگان کمک کرد. بدین ترتیب، مغولان روحانیون اکثر مذاهب را از مالیات معاف کردند. مغول‌ها نیز اغلب در طول تهاجم‌ها از سازه‌های مذهبی در امان بودند، مگر اینکه مقاومتی صورت می‌گرفت و هیچ‌کس از خشم مغول‌ها مصون نبود. علاوه بر این، خان‌ها از روحانیون خواستند که برای آنها دعا کنند. گرچه روحانیون گاهی این درخواست را اشتباه تفسیر می‌کردند، اما در ذهن مغول‌ها این علاقه به تغییر دین یا حتی خواستگاری یک دین خاص نشان نمی‌داد، بلکه صرفاً احترام و شاید علاقه به بیمه آسمانی را نشان می‌داد.
اعمال آنها مطابق با آیین سنتی مغولان بود که در آن از ترس انتقام فراطبیعی سعی می‌شد از ارواح آزاردهنده جلوگیری شود. با نشان دادن احترام به مناسک دین دیگر و گنجاندن در نماز، صرفاً نوعی بیمه آسمانی در برابر توهین به قدرت معنوی دیگری بود. علاوه بر این، گنجاندن این دعاها همچنین مشروعیت اقتدار خان (عنوان) را نشان می‌داد، زیرا از حمایت رسمی نخبگان مذهبی برخوردار بود.